# 화산쇄설류

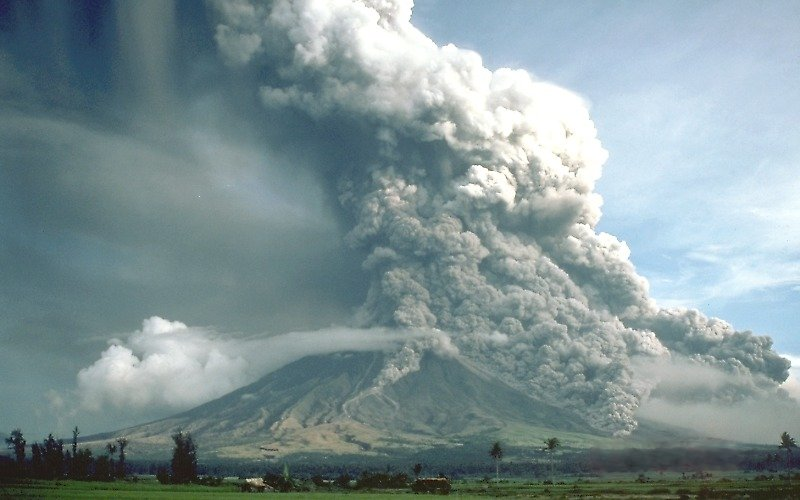
1984년 마욘 산이 폭발할 당시에 발생한 화산쇄설류의 모습.

화산쇄설류(火山碎屑流, Pyroclastic flow)는 화산의 폭발로 인해 화산 가스, 화산재, 연기, 암석 등이 뒤섞인 구름이 고속으로 분출되는 현상을 말하며, 화쇄류(火碎流)라고도 한다. 최대속도 700km/h, 온도는 섭씨 1,000도(1,273.15K)에 이른다.
대표적인 피해 지역으로는 폼페이가 있다.

## 개요
고온의 가스와 화산재, 경석 또는 스코리아, 화산 암괴가 한꺼번에 경사면을 따라 흘러내리는 현상을 말한다. 대규모 화쇄류는 흔히 발포한(기공이 많은) 경석이나 스코리아, 화산재로 이루어져 있으며, 화구에서 100km 이상 멀리까지 간다. 다량의 분출물이 나온 후 화구 주위는 함몰하여 칼데라호가 생긴다. 중간 규모의 화쇄류는 중간 정도로 발포한 경석이나 스코리아로 이루어진다. 소규모 화쇄류는 열운(熱雲)이라고도 한다.

## 화쇄류 대지
화쇄류대지(火屑類大地)는 대규모 화쇄류가 퇴적하여 생긴 광대한 대지를 말한다. 화구 부근은 함몰하여 칼데라호가 되어 있다. 칼데라 밑에는 소형 성층화산(중앙화구)이 생긴다.

## 같이 보기
- 화산쇄설암